# Gornji Velemerić
Gornji Velemerić es una localidad de Croacia en el municipio de Barilović, condado de Karlovac.

## Geografía
Se encuentra a una altitud de 170 m s. n. m. a 65 km de la capital nacional, Zagreb.

## Demografía
En el censo 2011, el total de población de la localidad fue de 107 habitantes.
| Gráfica de población de Gornji Velemerić 1857-2011                  |
|                                                                     |
| Según los censos de población de la oficina estadística de Croacia. |